# Gran Premio di Città del Messico 2021
Il Gran Premio di Città del Messico 2021 è stata la diciottesima prova della stagione 2021 del campionato mondiale di Formula 1. La gara si è tenuta domenica 7 novembre all'Autodromo Hermanos Rodríguez di Città del Messico, ed è stata vinta dall'olandese Max Verstappen su Red Bull Racing-Honda, al diciannovesimo successo in carriera; Verstappen ha preceduto all'arrivo il britannico Lewis Hamilton su Mercedes e il suo compagno di squadra, il messicano Sergio Pérez.

## Vigilia

### Sviluppi futuri
La Williams rende noto che il pilota britannico di riserva della scuderia con sede a Grove, Jack Aitken, prenderà parte alla prima sessione di prove libere del Gran Premio di Abu Dhabi, atto conclusivo del campionato in programma il successivo 12 dicembre. L'impiego di Aitken era previsto qualche settimana prima, ma a seguito dell'incidente avuto in occasione della 24 Ore di Spa, la sua presenza in una sessione di prove libere è stata rimandata. La scuderia britannica comunica, inoltre, che non parteciperà alla due giorni di test dedicati ai giovani piloti, in programma dopo il suddetto Gran Premio, in quanto non dispone della mule car necessaria al previsto collaudo degli pneumatici da 18 pollici, in uso dalla stagione 2022.
A differenza di quanto stabilito alla vigilia del precedente Gran Premio degli Stati Uniti d'America, in cui in occasione del nuovo Gran Premio d'Arabia Saudita in programma il successivo 5 dicembre come penultima prova del campionato uomini e donne devono rispettare le stringenti regole a livello d'abbigliamento, il personale presente nel paddock di Gedda non dovrà attenersi ad alcun codice di abbigliamento, ma esso rimarrà ugualmente in vigore per i cittadini sauditi che vorranno assistere al weekend di gara in tribuna. I lavori in corso sul circuito mostrano cospicui ritardi, a cinque settimane dalla disputa dell'evento.
Lo sponsor principale della Mercedes, Petronas, rinnova il contratto di sponsorizzazione con la scuderia tedesca fino al 2025.
Il contratto per la disputa del Gran Premio di Cina viene esteso fino alla stagione 2025, con il rientro della gara fissato nel 2023, in quanto il Gran Premio non figura nel calendario della stagione successiva a causa della pandemia di COVID-19. L'ultima edizione fu corsa nella stagione 2019, il quale rappresentò il millesimo Gran Premio quale prova valida per il campionato mondiale di Formula 1, mentre le ultime due edizioni della gara non sono state disputate a causa delle problematiche dettate dall'emergenza sanitaria.
Il organizzatori del Gran Premio di Miami, il quale debutta nella stagione successiva nel mese di maggio, annunciano che 275 000 persone si sono pre-registrate per acquistare i biglietti, questo rispetto a una capacità dell'impianto prevista di circa 80 000.

### Aspetti tecnici
Per questo Gran Premio la Pirelli, fornitrice unica degli pneumatici, offre la scelta tra gomme di mescola C2, C3 e C4, le tre mescole centrali della gamma.
Il circuito utilizzato per questo nuovo Gran Premio è l'Autodromo Hermanos Rodríguez, lo stesso tracciato utilizzato l'ultima volta che la massima categoria ci ha corso, nella stagione 2019 con l'edizione del Gran Premio del Messico. Esso presenta una lunghezza di 4 304 km e si snoda attraverso 17 curve, 10 a destra e 7 a sinistra. Il primo intermedio è posizionato 136 metri prima della curva 4, il secondo intermedio 242 metri prima della curva 12, mentre il terzo intermedio coincide con la linea del traguardo del rettilineo principale di partenza. Lo speed trap, ovvero il punto in cui viene rilevata la velocità massima, è posizionato 234 metri prima della curva 1. La distanza di gara prevista è di 71 giri, pari a 305,354 km.
La Federazione stabilisce tre zone per l'utilizzo del Drag Reduction System: la prima e la seconda zona sono stabilite, rispettivamente, sul rettifilo dei box e sulla Recta Trasera (tra le curve 3 e 4), con un unico detection point fissato all'uscita della curva 15; la terza zona è stabilita tra le curve 11 e 12, con detection point stabilito dopo la curva 9.
La Federazione rende noto che al termine della gara del precedente Gran Premio degli Stati Uniti d'America, tra le prime dieci vetture classificate è stata sorteggiata la Mercedes di Valtteri Bottas per le verifiche tecniche. Esse sono risultate essere conformi al regolamento tecnico.
Al circuito, rispetto all'ultima volta in cui è stato utilizzato dalla massima categoria, vengono apportati alcuni cambiamenti: la pista, sul lato destro tra l'uscita della pit lane e la prima curva, è stata riasfaltata; le barriere di protezione tra la curva 11 e la curva 12 sono state riallineate più vicino al bordo della pista di circa 2 metri; la barriera di protezione sul lato sinistra della curva 17 è stata avvicinata al bordo pista, con la rimozione della barriera Tecpro.
La Federazione raccomanda ai piloti di seguire le seguenti indicazioni: in caso di mancata percorrenza delle prime due curve, o transitando alla sinistra del paletto posizionato all'apice della curva 2, i piloti devono rientrare in pista guidando alla sinistra del paletto posizionato alla curva 3; se i piloti arrivano lunghi alla curva 4 sono tenuti a usare la via di fuga esterna che riconduce alla pista prima della curva 6; qualsiasi pilota la cui vettura passa completamente dietro il cordolo bianco e rosso all'apice della curva 8 deve ricongiungersi mantenendosi completamente a destra dei due paletti posti all'uscita della stessa; i limiti della pista sono stabiliti all'apice e all'uscita della curva 11, in cui se il pilota non percorre questa curva correttamente deve tenersi alla destra della prima disposizione dei blocchi di polistirolo e poi tutto a sinistra del secondo blocco di polistirolo, vedendosi il tempo sul giro cancellato dai commissari sportivi. Al termine della seconda sessione di prove libere del venerdì, viene stabilito che in caso di mancata percorrenza delle prime tre curve, i piloti vedranno il tempo cancellato dalla direzione gara; le istruzioni stabilite alla curva 8 vengono rimosse. Prima della gara, il diretto di gara, Michael Masi, rende noto che ogni pilota che esce di pista alle prime tre curve al via e a eventuali ripartenze deve assicurarsi di rientrare in traittoria in sicurezza e non ottenere un vantaggio duraturo. In termini pratici questo significa rinunciare a eventuali posizioni guadagnate.
Prima dell'inizio della prima sessione di prove libere del venerdì sulla vettura di Yuki Tsunoda viene installata la quarta unità relativa al motore a combustione interna, al turbocompressore, all'MGU-H e all'MGU-K. Il pilota giapponese è costretto a partire dal fondo dello schieramento. Sulla vettura di Lance Stroll viene installata la quarta unità relativa al motore a combustione interna, al turbocompressore e all'MGU-H, e la terza unità relativa all'unità di controllo elettronico. Il pilota canadese è costretto a partire dal fondo dello schieramento.

### Aspetti sportivi
Il Gran Premio rappresenta il debutto, sotto questa denominazione, della gara nel calendario del campionato mondiale di Formula 1. Inizialmente il debutto di questo nuovo Gran Premio era previsto durante la stagione 2020, sempre agli inizi del mese di novembre, ma, a causa delle problematiche dettate dalla pandemia di COVID-19, la Formula 1 non poté spostarsi oltre oceano, costringendo la Federazione ad annullare tutte le tappe previste sul suolo americano, compreso il suddetto Gran Premio, posticipando quindi il suo debutto alla stagione 2021. La gara era originariamente in programma il 31 ottobre, ma a seguito della riduzione del numero di appuntamenti il calendario, da 23 a 22 Gran Premi, in quanto l'annullamento del Gran Premio del Giappone, sempre per via della pandemia, non viene sostituito, la corsa è stata posticipata di una settimana. Il Messico, dopo la disputa nelle precedenti stagioni del Gran Premio omonimo, ospita una seconda gara sul proprio territorio sotto una diversa denominazione.
La denominazione di questo nuovo Gran Premio, nella lingua locale in spagnolo Gran Premio de la Ciudad de México, viene fatta risalire a quando gli organizzatori dell'evento e Liberty Media raggiunsero un accordo per il rinnovo del contratto e per la ridenominazione del Gran Premio del Messico in quello della città ospitante, capitale del Paese. Le difficoltà economiche manifestate, che avevano fatto temere per il rinnovo già dall'anno venturo, vengono superate grazie a una cordata di imprenditori che supportano l'accordo. Il nuovo cambio di denominazione viene stabilito per sottolineare il sostegno fornito dal governo di Città del Messico.
La gara si disputa all'Autodromo Hermanos Rodríguez, sede in precedenza, su diverse configurazioni, di 20 edizioni valide per il campionato mondiale di Formula 1 del Gran Premio del Messico, corse dal 1963 al 1970, dal 1986 al 1992, e nuovamente dal 2015 al 2019. Essa si disputa con la presenza degli spettatori sulle tribune, come avvenuto a partire dal Gran Premio di Francia, e come nell'ultima occasione che la massima categoria ha corso su questo tracciato, nel 2019 con l'edizione del Gran Premio del Messico, comunque non condizionata dalla pandemia. Una presenza stimata di circa 400 000 spettatori durante il weekend è attesa per questo evento, lo stesso numero record stabilito nel precedente Gran Premio degli Stati Uniti d'America.
Alla vigilia del Gran Premio di Turchia, gli organizzatori del Gran Premio annunciano che l'autore della pole position riceve un premio speciale riguardante una replica del casco indossato dall'ex pilota argentino Juan Manuel Fangio, vincitore di cinque mondiali piloti, in concomitanza con il 70º anniversario del primo titolo iridato.
Il team principal della Ferrari, Mattia Binotto, non è presente al muretto della scuderia per questa gara. L'annuncio viene reso noto alla vigilia del precedente Gran Premio degli Stati Uniti d'America. Binotto resta a Maranello per seguire da vicino il progetto legato alla vettura della stagione 2022, affidando la responsabilità della squadra Laurent Mekies, come avvenuto in occasione del Gran Premio di Turchia. Binotto rende noto che non sarà presente neanche nel successivo nuovo Gran Premio di San Paolo.
Dopo essere stata introdotta in occasione del precedente Gran Premio degli Stati Uniti d'America, la procedura di cancellazione dei tempi nelle sessioni di prove libere e in qualifica in caso di doppia bandiera gialla, secondo il direttore di gara, Michael Masi, viene utilizzata anche in questo Gran Premio.
A partire da questa gara, la Formula 1 introduce una novità regolamentare, in cui viene spiegato che le personalità presenti sulla griglia di partenza sono obbligate a rilasciare interviste o dichiarazioni ai giornalisti e ai media presenti, senza la necessità di avere guardie del corpo.
L'ex pilota di Formula 1, lo statunitense Danny Sullivan, è nominato commissario aggiunto per la gara. Ha svolto tale funzione anche in passato, l'ultima nel ritorno del Gran Premio d'Olanda. Per questo Gran Premio, come il precedente, è la casa automobilistica tedesca Mercedes a fornire la safety car e la medical car.

## Prove

### Resoconto
Valtteri Bottas ha battuto per pochi millesimi Lewis Hamilton, ottenendo in questo modo il miglior tempo della prima sessione di prove libere del venerdì. Il finlandese è arrivato a un secondo dal miglior risultato cronometrico ottenuto l'ultima volta su questo tracciato, nel 2019 con l'edizione del Gran Premio del Messico, pur in presenza di una pista molto sporca, con le monoposto che, in rettilineo, alzavano, al loro passaggio una densa polvere. Alle spalle del duo della Mercedes si sono classificati i due piloti della Red Bull Racing. Sergio Pérez, quarto, è stato anche vittima di un'uscita di pista, all'ultima curva, andando a sbattere contro le barriere. L'incidente ha costretto i meccanici del suo team a sostituire il fondo della vettura. Analogo errore è stato commesso anche da Charles Leclerc.
Sono stati due i tempi cancellati ai piloti per avere oltrepassato i limiti della pista alla curva 11, due i tempi cancellati per avere oltrepassato i limiti alla curva 15, e due i tempi cancellati sotto il regime di doppia bandiera gialla, durante la prima sessione di prove libere del venerdì. Nel primo caso si sono visti cancellare il tempo Mick Schumacher e Lance Stroll; nel secondo caso si sono visti cancellare il tempo Esteban Ocon e Lando Norris; nel terzo caso si sono visti cancellare il tempo Esteban Ocon e Lando Norris.
Al termine della prima sessione di prove libere del venerdì, Lewis Hamilton e Kimi Räikkönen vengono convocati dai commissari sportivi per non avere seguito le istruzioni stabilite dalla direzione di gara alle prime tre curve. Entrambi i piloti ricevono una reprimenda, la prima della stagione.
Max Verstappen si è rifatto nella sessione pomeridiana del venerdì. L'olandese ha preceduto, quasi di mezzo secondo, Bottas e Hamilton. I tecnici della Red Bull hanno optato per una diversa altezza da terra della vettura, alla ricerca di più carico aerodinamico. Verstappen è molto veloce nello parte finale del tracciato, che presenta diverse curve. Le Mercedes, invece, sono rapide nel rettilineo iniziale, ma pagano la minore guidabilità della parte mista. La superiorità dei due team è confermata dal fatto che Carlos Sainz Jr., quinto, è staccato di quasi mezzo secondo da Pérez, quarto. Non ha tempi cronometrati George Russell, per un problema al cambio; problemi analoghi hanno limitato anche Daniel Ricciardo.
Sono stati tre i tempi cancellati ai piloti per avere oltrepassato i limiti della pista alla curva 11, e quattro i tempi cancellati sotto il regime di doppia bandiera gialla, durante la seconda sessione di prove libere del venerdì. Nel primo caso si sono visti cancellare il tempo Nikita Mazepin (due volte) e Nicholas Latifi (una volta); nel secondo caso si sono visti cancellare il tempo Yuki Tsunoda, Lewis Hamilton, Charles Leclerc e Sergio Pérez.
Al termine della seconda sessione di prove libere del venerdì Nikita Mazepin viene convocato dai commissari sportivi per non avere seguito le istruzioni stabilite dalla direzione di gara alla curva 8. Il pilota russo della Haas riceve una reprimenda, la prima della stagione.
Sulle vetture di Sergio Pérez, Charles Leclerc, Mick Schumacher, Pierre Gasly e George Russell vengono sostituite le trasmissioni. Tutti i piloti, a eccezione di Russell, non sono penalizzati sulla griglia di partenza: Pérez, Leclerc e Schumacher hanno utilizzato la precedente trasmissione per sei Gran Premi consecutivi, mentre Gasly non ha terminato il precedente Gran Premio degli Stati Uniti d'America. La sostituzione del cambio di Russell avviene prima della disputa di sei gare consecutive, per il cui il britannico è penalizzato di cinque posizioni sulla griglia di partenza.
Prima dell'inizio della terza sessione di prove libere del sabato sulla vettura di Lando Norris viene installata la quarta unità relativa al motore a combustione interna, al turbocompressore e all'MGU-H. Il pilota britannico è costretto a partire dal fondo dello schieramento. Sulla vettura di Esteban Ocon viene installata la quarta unità relativa al motore a combustione interna, al turbocompressore, all'MGU-H e all'MGU-K, la terza unità relativa al sistema del recupero dell'energia e all'unità di controllo elettronico, e la nona unità relativa all'impianto di scarico. Il pilota francese è costretto a partire dal fondo dello schieramento.
Il pilota di casa Pérez sigla la miglior prestazione delle ultime prove libere. La superiorità della Red Bull è confermata dal secondo tempo di Verstappen. Sulla vettura dell'olandese si è verificato anche un problema al DRS. Alle spalle del duo della scuderia austriaca ci sono le due Mercedes, con Hamilton distanziato di oltre sei decimi da Pérez. Le Ferrari hanno chiuso con il quinto tempo di Sainz Jr. e il nono di Leclerc, quest'ultimo autore di un testacoda. Il grip della pista non è ottimale per la presenza di filler in molte aree del tracciato, a seguito della perdita d'olio dal motore di una vettura impegnata in una gara di contorno.
Sono stati due i tempi cancellati per avere oltrepassato i limiti della pista alla curva 1, uno il tempo cancellato per avere oltrepassato i limiti alla curva 11, e uno il tempo cancellato per avere oltrepassato i limiti alla curva 12, durante la terza sessione di prove libere del sabato. Nel primo caso si è visto cancellare i tempi Lando Norris (due volte); nel secondo caso se l'è visto cancellare Nikita Mazepin; nel terzo caso se l'è visto cancellare Fernando Alonso.

### Risultati
Nella prima sessione del venerdì si è avuta questa situazione:
| Pos | Nº | Pilota          | Costruttore           | Tempo    | Gap    | Giri |
| --- | -- | --------------- | --------------------- | -------- | ------ | ---- |
| 1   | 77 | Valtteri Bottas | Mercedes              | 1'18"341 |        | 28   |
| 2   | 44 | Lewis Hamilton  | Mercedes              | 1'18"417 | +0"076 | 24   |
| 3   | 33 | Max Verstappen  | Red Bull Racing-Honda | 1'18"464 | +0"123 | 28   |

Nella seconda sessione del sabato si è avuta questa situazione:
| Pos | Nº | Pilota          | Costruttore           | Tempo    | Gap    | Giri |
| --- | -- | --------------- | --------------------- | -------- | ------ | ---- |
| 1   | 33 | Max Verstappen  | Red Bull Racing-Honda | 1'17"301 |        | 28   |
| 2   | 77 | Valtteri Bottas | Mercedes              | 1'17"725 | +0"424 | 31   |
| 3   | 44 | Lewis Hamilton  | Mercedes              | 1'17"810 | +0"509 | 26   |

Nella sessione del sabato mattina si è avuta questa situazione:
| Pos | Nº | Pilota         | Costruttore           | Tempo    | Gap    | Giri |
| --- | -- | -------------- | --------------------- | -------- | ------ | ---- |
| 1   | 11 | Sergio Pérez   | Red Bull Racing-Honda | 1'17"024 |        | 15   |
| 2   | 33 | Max Verstappen | Red Bull Racing-Honda | 1'17"217 | +0"193 | 12   |
| 3   | 44 | Lewis Hamilton | Mercedes              | 1'17"675 | +0"651 | 14   |

## Qualifiche

### Resoconto
Prima dell'inizio della sessione di qualifica i meccanici della Red Bull Racing sistemano l'alettone anteriore su entrambe le vetture; i piloti riescono a prendere parte alla sessione senza problemi.
Il primo, tra i piloti delle migliori scuderie, a fare segnare un rilievo cronometrico, è Carlos Sainz Jr. (1'18"583), migliorato immediatamente dall'altro ferrarista,  Charles Leclerc, con 1'17"991. Poco dopo è Sebastian Vettel a inserirsi fra i loro tempi. Pochi istanti dopo la sessione è interrotta per l'incidente di Lance Stroll, uscito di pista all'ultima curva. La sua vettura è danneggiata ma, soprattutto, sono necessari lavori per ripristinare le barriere protettive. Al momento dell'interruzione solo sette piloti avevano completato un giro cronometrato. La sessione viene ripresa alle 14:33. Sainz Jr. si lamenta per una perdita di potenza, che però viene presto risolta. Le Mercedes si piazzano nei primi due posti: prima Hamilton segna 1'17"576, poi Bottas lima di ancora 60 millesimi il miglior tempo. L'arrivo delle Red Bull Racing modifica le posizioni di testa: Pérez si posiziona davanti a Bottas (1'17"451), prima che Verstappen stacchi 1'16"788, che lo porta al comando.
Lando Norris batte, per due millesimi, Hamilton, mentre Leclerc sale sesto, giusto alle spalle del britannico, ma davanti a Daniel Ricciardo, Pierre Gasly e le Alfa Romeo Racing. Le due Mercedes migliorano, non tanto per battere l'imprendibile Verstappen, ma sono comunque davanti a Pérez. I piloti dell'Alpine risultano ancora senza tempi validi. Esteban Ocon si pone tra le Alfa Romeo Racing, mentre Fernando Alonso è dodicesimo. Sainz Jr. sale quinto, posizione poi presa da Tsunoda. Si migliora Gasly, secondo, ma meglio fa Leclerc (1'16"748), miglior tempo di sessione. Il tempo del monegasco sarà poi battuto da Bottas. Vengono eliminati Alonso, Latifi, Schumacher, Mazepin e Stroll.
In Q2 la scelta delle gomme incide su quella per la partenza. Tutti i piloti, temendo le alte temperature previste per la gara, decidono di montare pneumatici a mescola media. Pérez chiude il suo primo giro in 1'17"055. Verstappen è più veloce, e segna 1'16"483. Hamilton si ferma a pochi millesimi dal tempo dell'olandese, mentre Bottas, terzo, è staccato di quasi mezzo secondo. Anche Leclerc riesce a fare meglio del tempo di Pérez. Ocon, che passa alle gomme morbide, è dodicesimo; Tsunoda, che ha fatto la stessa scelta, è terzo. Sainz Jr. migliora fino all'ottavo posto, mentre Gasly non riesce a progredire. Leclerc resta quinto, mentre Bottas non si migliora. Lewis Hamilton si pone nuovamente al comando della lista dei tempi (1'16"474), nove millesimi più veloce di Verstappen. Giovinazzi è autore di un testacoda, all'entrata dello stadio, e rovina il giro a Sainz Jr.. Non passano alla fase decisiva Vettel, Räikkönen, Russell, Giovinazzi e Ocon.
Le 10 vetture ammesse alla Q3 sono di sole cinque scuderie: Red Bull, Mercedes, Ferrari, McLaren e AlphaTauri. Gasly segna il primo tempo, battuto da Pérez (1'16"342). Il messicano cede la prima piazza a Verstappen (1'16"225), il cui tempo è migliorato da Bottas (1'15"875); dietro al finlandese c'è Hamilton (1'16"020). Gasly è comunque quinto, davanti a Leclerc e Ricciardo. Con il secondo tentativo veloce Pérez commette un errore nel secondo settore, distratto da Tsunoda, mentre Verstappen non si migliora, così come le Mercedes. Valtteri Bottas conquista la diciannovesima pole position in carriera. Hamilton completa la prima fila, tutta Mercedes, davanti alla seconda fila monopolizzata dalla Red Bull.
È stato uno il tempo cancellato per avere oltrepassato i limiti della pista alla curva 11, e uno il tempo cancellato per avere oltrepassato i limiti alla curva 12, durante le qualifiche. Nel primo caso se l'è visto cancellare Yuki Tsunoda; nel secondo caso se l'è visto cancellare Mick Schumacher.
Al termine delle qualifiche, Kimi Räikkönen, Nicholas Latifi e George Russell vengono convocati dai commissari sportivi: Räikkönen per avere superato la linea bianca che delimita l'entrata in pit lane, rientrando in pista, mentre Latifi e Russell per avere lasciato la pit lane non nell'ordine corretto con altre vetture in fila già presenti nella corsia dei box, durante la Q1. Il pilota finlandese riceve una reprimenda, la seconda della stagione, mentre quello canadese e quello britannico non ricevono sanzioni.

### Risultati
Nella sessione di qualifica si è avuta questa situazione:
| Pos                         | Nº | Pilota             | Costruttore               | Q1       | Q2       | Q3       | Griglia |
| --------------------------- | -- | ------------------ | ------------------------- | -------- | -------- | -------- | ------- |
| 1                           | 77 | Valtteri Bottas    | Mercedes                  | 1'16"727 | 1'16"864 | 1'15"875 | 1       |
| 2                           | 44 | Lewis Hamilton     | Mercedes                  | 1'17"207 | 1'16"474 | 1'16"020 | 2       |
| 3                           | 33 | Max Verstappen     | Red Bull Racing-Honda     | 1'16"788 | 1'16"483 | 1'16"225 | 3       |
| 4                           | 11 | Sergio Pérez       | Red Bull Racing-Honda     | 1'17"003 | 1'17"055 | 1'16"342 | 4       |
| 5                           | 10 | Pierre Gasly       | AlphaTauri-Honda          | 1'16"908 | 1'16"955 | 1'16"456 | 5       |
| 6                           | 55 | Carlos Sainz Jr.   | Ferrari                   | 1'17"517 | 1'17"248 | 1'16"761 | 6       |
| 7                           | 3  | Daniel Ricciardo   | McLaren-Mercedes          | 1'17"719 | 1'17"092 | 1'16"763 | 7       |
| 8                           | 16 | Charles Leclerc    | Ferrari                   | 1'16"748 | 1'17"034 | 1'16"837 | 8       |
| 9                           | 22 | Yuki Tsunoda       | AlphaTauri-Honda          | 1'17"330 | 1'16"701 | 1'17"158 | 17      |
| 10                          | 4  | Lando Norris       | McLaren-Mercedes          | 1'17"569 | 1'17"473 | 1'36"830 | 18      |
| 11                          | 5  | Sebastian Vettel   | Aston Martin-Mercedes     | 1'17"502 | 1'17"746 | N.D.     | 9       |
| 12                          | 7  | Kimi Räikkönen     | Alfa Romeo Racing-Ferrari | 1'17"606 | 1'17"958 | N.D.     | 10      |
| 13                          | 63 | George Russell     | Williams-Mercedes         | 1'17"958 | 1'18"172 | N.D.     | 16      |
| 14                          | 99 | Antonio Giovinazzi | Alfa Romeo Racing-Ferrari | 1'17"897 | 1'18"290 | N.D.     | 11      |
| 15                          | 31 | Esteban Ocon       | Alpine-Renault            | 1'18"126 | 1'18"405 | N.D.     | 19      |
| 16                          | 14 | Fernando Alonso    | Alpine-Renault            | 1'18"452 | N.D.     | N.D.     | 12      |
| 17                          | 6  | Nicholas Latifi    | Williams-Mercedes         | 1'18"756 | N.D.     | N.D.     | 13      |
| 18                          | 47 | Mick Schumacher    | Haas-Ferrari              | 1'18"858 | N.D.     | N.D.     | 14      |
| 19                          | 9  | Nikita Mazepin     | Haas-Ferrari              | 1'19"303 | N.D.     | N.D.     | 15      |
| 20                          | 18 | Lance Stroll       | Aston Martin-Mercedes     | 1'20"873 | N.D.     | N.D.     | 20      |
| Tempo limite 107%: 1'22"097 |    |                    |                           |          |          |          |         |

In grassetto sono indicate le migliori prestazioni in Q1, Q2 e Q3.

## Gara

### Resoconto
Prima della gara, sulla vettura di Lance Stroll viene sostituito il cambio. La sostituzione avviene prima della disputa di sei Gran Premi consecutivi con lo stesso componente. Per questo motivo il pilota dell'Aston Martin è penalizzato di cinque posizioni sulla griglia di partenza. La penalità non ha effetto pratico visto che il canadese parte ultimo.
L'Alfa Romeo Racing viene multata di 1 000 euro dalla Federazione in quanto Kimi Räikkönen supera la velocità minima stabilita dentro la pit lane durante i giri di ricognizione prima di schierarsi sulla griglia di partenza.
Il poleman Valtteri Bottas, allo spegnimento dei semafori, tende al centro della pista, consentendo così a Max Verstappen, partito terzo, di prendere la prima posizione, già alla prima staccata, subito davanti a Lewis Hamilton. Alla stessa punto Daniel Ricciardo va lungo e colpisce proprio la vettura di Bottas. Nelle retrovie c'è un contatto che spedisce Yuki Tsunoda su un cordolo. La necessità di rimuovere la sua monoposto costringe la direzione di gara a inviare in pista la vettura di sicurezza.
La gara riprende nella sua valenza agonistica con Verstappen seguito da Hamilton, Sergio Pérez, Pierre Gasly, Charles Leclerc, Antonio Giovinazzi, Carlos Sainz Jr. e Sebastian Vettel. Sainz Jr. riesce a prendere la posizione a Giovinazzi. Verstappen è capace di ampliare, in maniera costante, il suo margine su Hamilton, portandolo a tre secondi al decimo giro. Pérez è a 10 secondi, mentre Gasly è a oltre 13 secondi dal leader della gara. La classifica rimane invariata, tranne per George Russell, che esce dalla zona dei punti, passato da Kimi Räikkönen, Fernando Alonso e Lando Norris.
Al sedicesimo giro Giovinazzi viene richiamato ai box per il cambio gomme. Il pilota italiano rientra in gara tredicesimo, alle spalle di Bottas e Ricciardo. Al venticinquesimo passaggio Verstappen ha dilatato il vantaggio su Hamilton a otto secondi e mezzo: il britannico deve guardarsi da Pérez, che si porta a due secondi. Hamilton si ferma quattro giri dopo, per montare gomme hard. Si fermano, poco dopo, Leclerc, Gasly e lo stesso Verstappen, al trentatreesimo giro. La gara è comandata dal pilota di casa Pérez, davanti a Verstappen, Hamilton, Sainz Jr. e Gasly. Il messicano di fermerà solo al quarantesimo giro, rientrando in gara terzo, dietro a Verstappen e Hamilton. Con la sosta di Sainz Jr., due giri dopo, Gasly recupera la quarta posizione, mentre lo spagnolo scende in sesta.
L'olandese della Red Bull Racing ora comanda con un distacco ancora più ampio su Hamilton di tredici secondi. Anche in questa fase Pérez sembra potersi avvicinare al britannico. Al cinquantasettesimo giro la Ferrari decide lo scambio di posizioni tra i piloti, dando così l'opportunità a Sainz Jr. di avvicinarsi a Gasly. Lo spagnolo cederà poi nuovamente la posizione al monegasco compagno di scuderia. Negli ultimi giri Pérez si avvicina sensibilmente a Hamilton, senza però avere mai l'opportunità di passare il campione del mondo. La Mercedes ferma Bottas al sessantacinquesimo giro, per montare gomme soft, e tentare di strappare a Verstappen il giro veloce, con il suo punto addizionale. Il finlandese trova traffico in pista e fallisce il compito, tanto che la scuderia lo fa rientrare al penultimo giro, per montare un ulteriore treno di gomme nuove. Questa volta Bottas strappa il giro veloce, nuovo record del tracciato.
Verstappen vince per diciannovesima volta un Gran Premio valido per il mondiale. L'olandese porta a 19 punti il margine di vantaggio in classifica iridata su Hamilton, secondo di giornata. Pérez, terzo, coglie il primo podio nella gara di casa. È il primo pilota messicano a riuscire nell'impresa di salire sul podio nella gara nazionale.
È stato uno il tempo cancellato per avere oltrepassato i limiti della pista alla curva 11, durante la gara. Se l'è visto cancellare Nikita Mazepin.

### Risultati
I risultati del Gran Premio sono i seguenti:
| Pos | Nº | Pilota             | Costruttore               | Giri | Tempo/Ritiro           | Griglia | Punti |
| --- | -- | ------------------ | ------------------------- | ---- | ---------------------- | ------- | ----- |
| 1   | 33 | Max Verstappen     | Red Bull Racing-Honda     | 71   | 1h38'39"086            | 3       | 25    |
| 2   | 44 | Lewis Hamilton     | Mercedes                  | 71   | +16"555                | 2       | 18    |
| 3   | 11 | Sergio Pérez       | Red Bull Racing-Honda     | 71   | +17"752                | 4       | 15    |
| 4   | 10 | Pierre Gasly       | AlphaTauri-Honda          | 71   | +1'03"845              | 5       | 12    |
| 5   | 16 | Charles Leclerc    | Ferrari                   | 71   | +1'21"037              | 8       | 10    |
| 6   | 55 | Carlos Sainz Jr.   | Ferrari                   | 70   | +1 giro                | 6       | 8     |
| 7   | 5  | Sebastian Vettel   | Aston Martin-Mercedes     | 70   | +1 giro                | 9       | 6     |
| 8   | 7  | Kimi Räikkönen     | Alfa Romeo Racing-Ferrari | 70   | +1 giro                | 10      | 4     |
| 9   | 14 | Fernando Alonso    | Alpine-Renault            | 70   | +1 giro                | 12      | 2     |
| 10  | 4  | Lando Norris       | McLaren-Mercedes          | 70   | +1 giro                | 18      | 1     |
| 11  | 99 | Antonio Giovinazzi | Alfa Romeo Racing-Ferrari | 70   | +1 giro                | 11      |       |
| 12  | 3  | Daniel Ricciardo   | McLaren-Mercedes          | 70   | +1 giro                | 7       |       |
| 13  | 31 | Esteban Ocon       | Alpine-Renault            | 70   | +1 giro                | 19      |       |
| 14  | 18 | Lance Stroll       | Aston Martin-Mercedes     | 69   | +2 giri                | 20      |       |
| 15  | 77 | Valtteri Bottas    | Mercedes                  | 69   | +2 giri                | 1       |       |
| 16  | 63 | George Russell     | Williams-Mercedes         | 69   | +2 giri                | 16      |       |
| 17  | 6  | Nicholas Latifi    | Williams-Mercedes         | 69   | +2 giri                | 13      |       |
| 18  | 9  | Nikita Mazepin     | Haas-Ferrari              | 68   | +3 giri                | 15      |       |
| Rit | 47 | Mick Schumacher    | Haas-Ferrari              | 0    | Collisione con E. Ocon | 14      |       |
| Rit | 22 | Yuki Tsunoda       | AlphaTauri-Honda          | 0    | Collisione con E. Ocon | 17      |       |

## Classifiche mondiali

### Piloti
| Pos | Pilota             | Punti |
| --- | ------------------ | ----- |
| 1   | Max Verstappen     | 312,5 |
| 2   | Lewis Hamilton     | 293,5 |
| 3   | Valtteri Bottas    | 185   |
| 4   | Sergio Pérez       | 165   |
| 5   | Lando Norris       | 150   |
| 6   | Charles Leclerc    | 138   |
| 7   | Carlos Sainz Jr.   | 130,5 |
| 8   | Daniel Ricciardo   | 105   |
| 9   | Pierre Gasly       | 86    |
| 10  | Fernando Alonso    | 60    |
| 11  | Esteban Ocon       | 46    |
| 12  | Sebastian Vettel   | 42    |
| 13  | Lance Stroll       | 26    |
| 14  | Yuki Tsunoda       | 20    |
| 15  | George Russell     | 16    |
| 16  | Kimi Räikkönen     | 10    |
| 17  | Nicholas Latifi    | 7     |
| 18  | Antonio Giovinazzi | 1     |

### Costruttori
| Pos | Costruttore               | Punti |
| --- | ------------------------- | ----- |
| 1   | Mercedes                  | 478,5 |
| 2   | Red Bull Racing-Honda     | 477,5 |
| 3   | Ferrari                   | 268,5 |
| 4   | McLaren-Mercedes          | 255   |
| 5   | Alpine-Renault            | 106   |
| 6   | AlphaTauri-Honda          | 106   |
| 7   | Aston Martin-Mercedes     | 68    |
| 8   | Williams-Mercedes         | 23    |
| 9   | Alfa Romeo Racing-Ferrari | 11    |